# 黄金屋顶

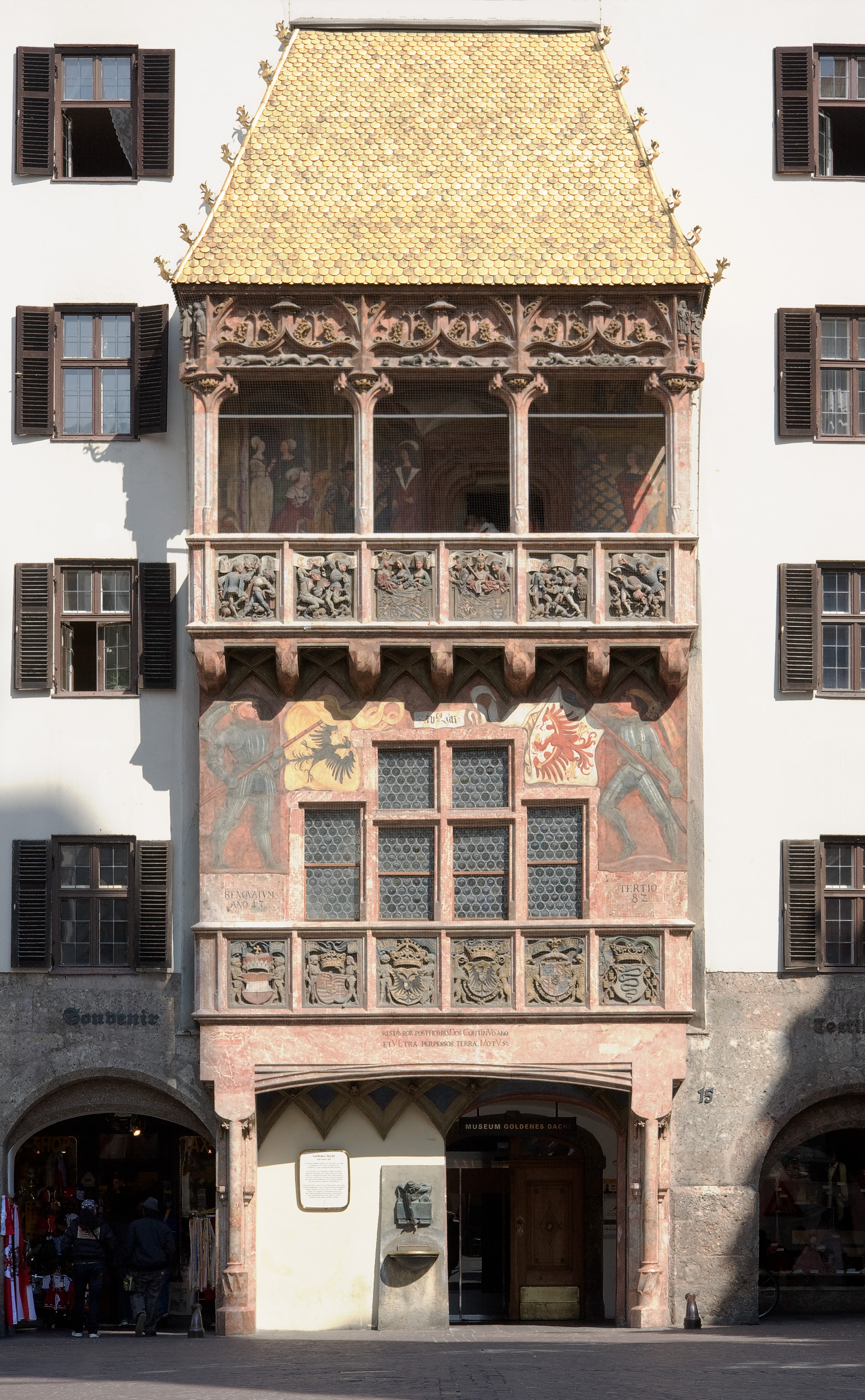
黄金屋顶

黄金屋顶（德語：Goldenes Dachl）是奥地利因斯布鲁克的地标，由神聖羅馬帝國皇帝马克西米利安一世建于1500年，装饰着2657块镀金铜瓦。阳台上的浮雕刻画纹章，符号，以及他生活中的其他人物。 

## 历史
黄金屋顶是由大公腓特烈四世建于15世纪初，作为蒂罗尔君主的宫殿。黄金屋顶，其实是旧城区心脏的中心广场的3层阳台，由皇帝马克西米利安一世构建，作为皇家包厢，他可以坐在阳台，观赏下面广场的比赛。黄金屋顶竣工于16世纪初，以庆祝马克西米利安一世的第二次婚姻（与米兰的比安卡·玛丽亚·斯福尔扎）。他不想疏远通过第一次婚姻（与勃艮第的玛丽）获得的盟国，将他与两个妻子的形象都画在阳台上。

## 现状

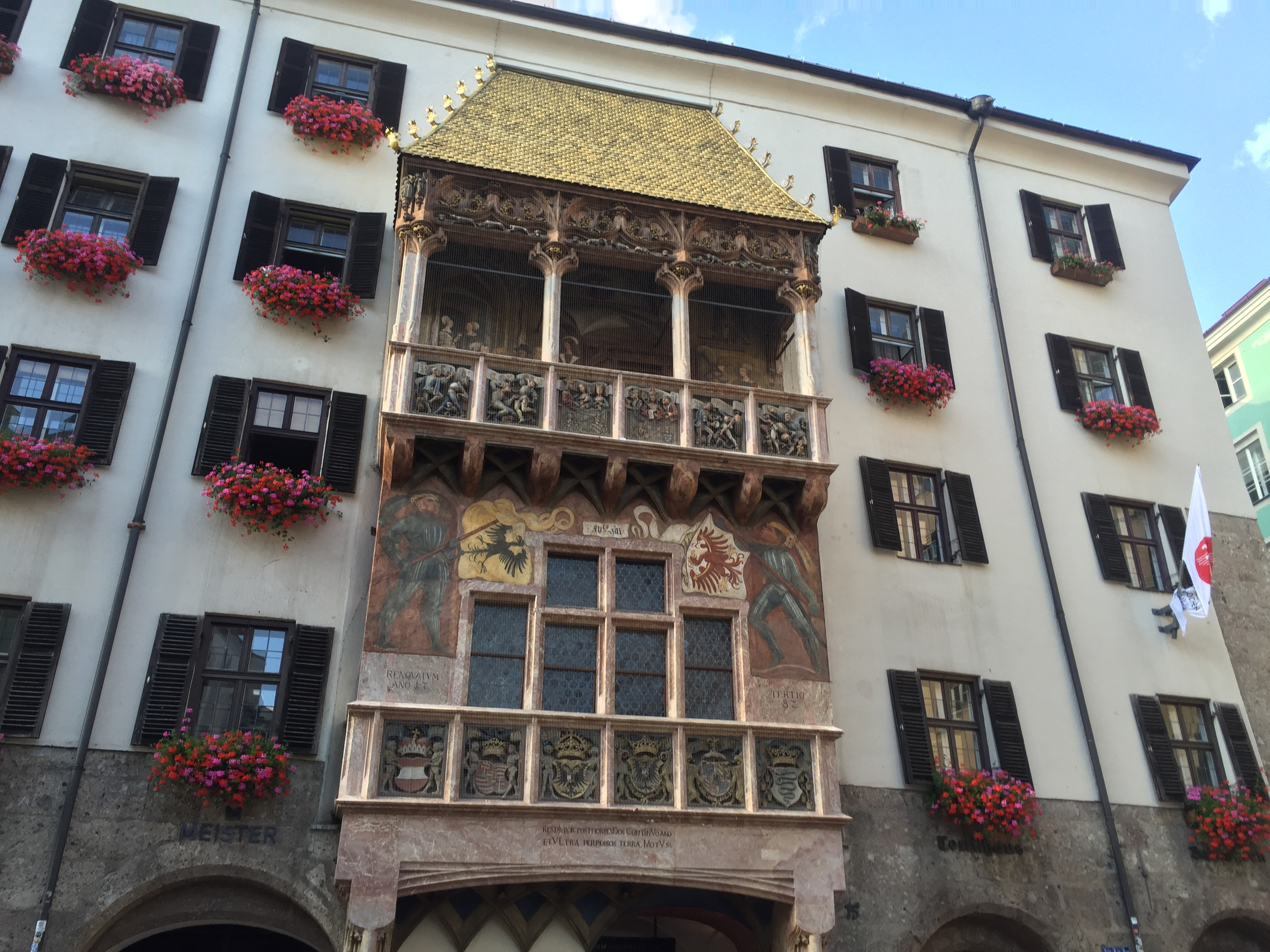
黄金屋顶

自2003年1月起，国际阿尔卑斯公约办公室入驻黄金屋顶。阿尔卑斯公约是一个由8个阿尔卑斯山国家的联盟，共同承诺在欧洲阿尔卑斯山的可持续发展。